# ミサ (小惑星)
ミサ (569 Misa) は小惑星帯の小惑星である。ヨハン・パリサによってウィーンで発見された。小規模な小惑星族を代表する天体と見られている。
オルペウス教の神にちなんで命名された。